# Revoltillo de Baena

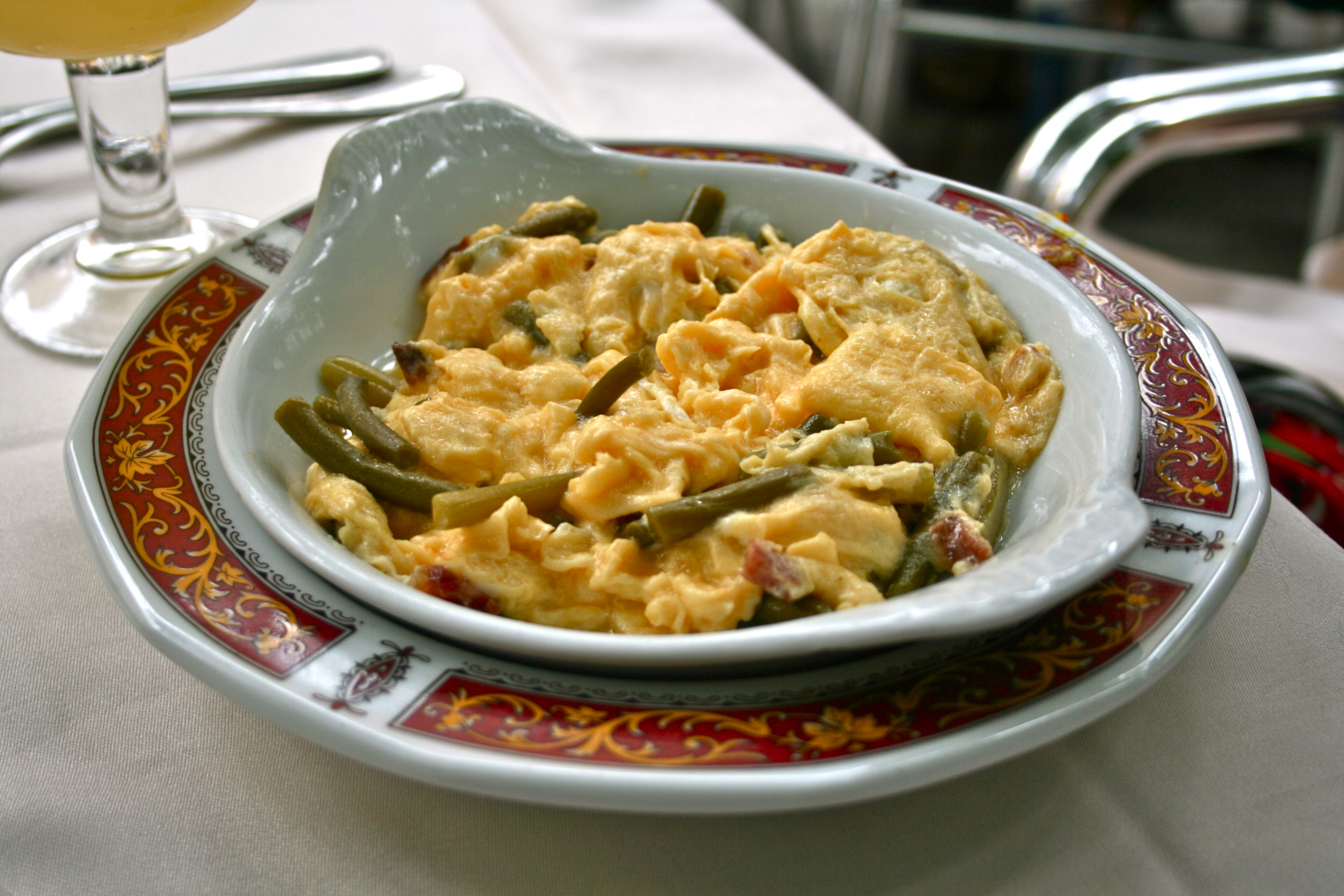
Revuelto de Baena, o de ajetes.

El Revoltillo de Baena (denominado también como revoltillo baenense) es un plato de la cocina cordobesa (España) muy popular en el municipio de Baena (Provincia de Córdoba). El ingrediente principal se compone de una cierta variedad de verduras habituales en la comarca como pueden ser: los espárragos, las habas, los ajetes, y el huevo así como el jamón. El formato final del plato se compone de un revuelto de huevo al que se le añaden las diferentes verduras. El jamón corona la presentación en forma de picadillo decora el plato. Suele servirse recién elaborado. 